# 回覧板

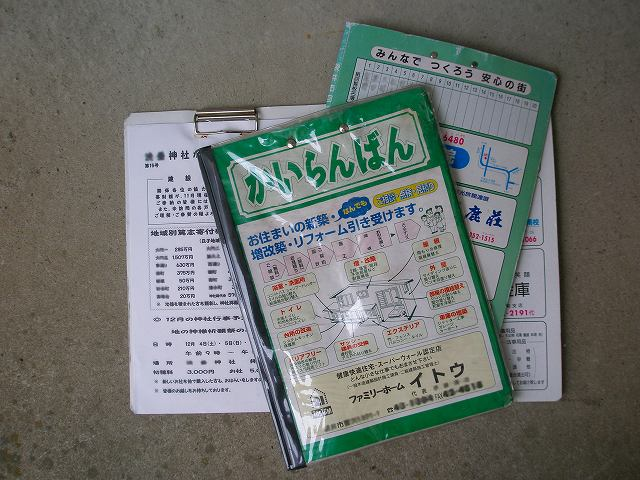
回覧板の例

回覧板（かいらんばん）は、日本で町内会などで連絡文書等を回覧するための板である。主に集落内での連絡手段として使用される。

## 概要
回覧板は告知事項や配布書類等を挟んで順番に回覧するものである。
連絡文書などを板にばね金具で挟んで固定し（現在は用箋挟が多用される）、集落・町内の各戸を順番に回し、集落・町内全戸に連絡事項を伝える。回覧板に用いられる材質はビニールをコーティングした板紙などである。またものによっては地域の商店などの広告が入っている場合がある。
概ね数日から一週間程度で巡回するルートが予め定められている。地域によっては文書の表紙下部には印を押すマス目が並んでおり、読み終わった家の者は、そこに押印または署名を行い、次の家に届けるシステムとなっている場合もある。
その多くは地域生活に即した情報であり、町内会や催し物（イベント）開催のお知らせや安全・防犯・防災情報、また町内会や自治会の決定事項なども伝えられる。分別収集のある地域では、新年度のごみの収集計画表など、生活に密接に関係する情報などもこれで伝えられる地域もある。集落・地区内のお知らせよりも、交番発行の警察広報紙、自治体が配布する各種お知らせの紙などが多数折り込まれている場合が多い。

## 歴史
かつて近隣における連絡事項の伝達には主として言継ぎや掲示板が多く用いられたが、日本では1940年（昭和15年）に内務省が下部機構整備を府県に通達したのを契機に隣組などの間における連絡手段として普及し今日まで採用されている。
東京市下においては同年8月16日から回覧板の配布が行われた。回覧板は規格は縦9寸、横1尺1寸3分のチッソライト板で、表はベークライト製の紙ばさみがあり、紫色のヒモの手提げが付いていた。裏面には回覧板の順番が氏名で書かれるとともに、組長から簡単な通知を記入する欄が設けられていた（必要に応じて雑巾で消すことが可能となっていた）。
2000年にあしたの日本を創る協会が発出した『自治会・町内会の高齢者支援に関する報告書』においても、80%以上の町内会がもっぱら回覧板による連絡形態をとっているのと調査がある。
現在はインターネットが普及・一般化し、多くの家庭で個人が携帯電話（主にスマートフォン）を持つようになり、各公式サイトでの告知やメール・SNS（主にLINE）で自在に情報の遣り取りが出来るようになっているため、対象者全ての家庭を巡回するのに時間が掛かる回覧板の利用は減少傾向にある。また、事件･事故に巻き込まれないための自衛手段として近所付き合いを拒む家庭が増えたことで地域社会との繋がりが希薄となり、回覧板の巡回が成立しなくなりがちであることも回覧板の利用が減少している原因の1つとなっている。